# アーサー・フォルケス
サー・アーサー・アレグザンダー・フォルケス（英語: Sir Arthur Alexander Foulkes、1928年5月11日 - ）は、バハマの政治家。バハマの総督（在任：2010年4月14日 - 2014年7月8日）。聖マイケル・聖ジョージ勲章ナイト・グランド・クロス勲爵士 (GCMG) 。

## 経歴
1967年に下院議員に選出され、リンデン・ピンドリング政権下で通信相と観光相を務めた。当初は進歩自由党（PLP）に属したが、1971年に自由国民運動（FNM）を結成。1972年に上院議員になり、1982年に下院議員に戻った。2001年に聖マイケル・聖ジョージ勲章ナイト・コマンダー（KCMG; 第二等）を受勲し、2010年には第一等のナイト・グランド・クロスを授けられた。